# Naissance en 1038
Naissance
- 1034
- 1035
- 1036
- 1037
- 1038
- 1039
- 1040
- 1041
- 1042

Cette page dresse une liste de personnalités nées au cours de l'année 1038 :
- Isaac ibn Ghiyyat (en), rabbin espagnol.
- Pierre Pappacarbone, ou Pierre de Cava, religieux catholique italien.
- Rostislav de Tmutarakan (en), Izgoi (en) Rus' de Kiev.

date incertaine (vers 1038)
- Baudouin Ier de Guînes,  comte d'Ardres et de Guînes.
- Ugo d'Alatri, cardinal italien.